# Noè Ponti
Noè Ponti, född 1 juni 2001, är en schweizisk simmare.

## Karriär
Vid OS 2020 tog Ponti brons på 100 meter fjärilsim. Vid kortbane-VM 2021 tog Ponti brons på 200 meter fjärilsim. Vid kortbane-VM 2022 tog han silver på 50 meter fjärilsim och brons på 200 meter fjärilsim.